# Estret de Lombok
L'estret de Lombok (indonesi: Selat Lombok en indonesi) és un estret que separa les illes de Lombok i Bali, a Indonèsia. Comunica la mar de Bali al nord amb l'oceà Índic al sud. Es tracta d'un estret que forma part d'una ruta de navegació alternativa per als grans naviliers oceànics de gran tonatge que no poden passar per l'estret de Malaca, ja que és de menor profunditat. En l'extrem nord-est de l'estret, molt prop de la costa de Lombok, es troben les illes Gili.
L'estret té una longitud aproximada de 60 quilòmetres, una amplària màxima de 40 quilòmetres i mínima de 18 i una profunditat mitjana de 250 metres. Es troba al costat de l'estret de macasar un dels principals passos del throughflow d'Indonèsia, un corrent marí que transporta aigua de l'oceà Pacífic cap a l'oceà Índic.
L'estret de Lombok coincideix també amb el pas de la línia de Wallace, una profunda fossa que marca el límit biogeogràfic entre l'ecozona indomalaia i la Wallacea, una regió de transició cap a l'ecozona d'australàsia.
Els biòlegs creuen que va ser la profunditat del mateix estret de Lombok la que va mantenir els animals a banda i banda aïllats els uns dels altres. Quan el nivell del mar va baixar durant el Pleistocè a l'edat de gel, les illes de Bali, Java i Sumatra estaven totes connectades entre si i amb el continent d'Àsia.